# Bund Christlicher Posaunenchöre Deutschlands
Der Bund Christlicher Posaunenchöre Deutschlands ist ein Zusammenschluss von Posaunenchören in evangelischen Freikirchen. Der 1909 in Siegen gegründete Verein hat seinen Sitz in Stuttgart. Die gängige Abkürzung lautet bcpd.

## Gliederung
Der eingetragene Verein besteht aus acht Regionalverbänden mit insgesamt 1.400 Bläsern. Die Chöre sind vor allem drei Freikirchen zuzuordnen:
- Evangelisch-methodistische Kirche
- Bund Evangelisch-Freikirchlicher Gemeinden in Deutschland
- Bund Freier evangelischer Gemeinden in Deutschland

Die Musiker treffen sich in unregelmäßigen Abständen zu Bundesposaunentagen. Diese fanden statt:
- 2003 in Böblingen
- 2009 in Siegen
- 2015 in Würzburg
- 2023 in Tübingen

Der Verein betreibt einen Verlag mit Notenhandel und hält eigenes Aufführungsmaterial für Bläserchöre bereit. Als Institution ist der Verband ein Mitglied im Evangelischen Posaunendienst in Deutschland.

## Noteneditionen des Verbandes (Auswahl)
Der Verband stellt unter anderem vier Reihen mit ausgewählter Bläserliteratur bereit:
- Geistliches Bläserspiel (bislang 33 Hefte),
- Geistliche Bläsermusik (bislang 3 Hefte),
- Allerlei Bläserspiel (bislang 3 Hefte).

Hierin findet sich ein repräsentativer Querschnitt klassischer und moderner Bearbeitungen für Posaunenchöre, die auch die Bewältigung von gottesdienstlichen und kirchenmusikalischen Aufgaben in Freikirchen ermöglicht. Arrangements vor allem von Dieter Kanzleiter finden sich dort.
- Vom Tuten zum Blasen (bislang 3 Hefte)

Hierin finden sich Stücke und Lieder mit geringem Tonumfang speziell für Jungbläser. Sie sind meist zwei- bis vierstimmig, teilweise mit Überstimmen für Fortgeschrittene (und mit amüsanten Karikaturen).